# Back from Hell
Back from Hell é o quinto álbum de estúdio do grupo de hip-hop americano Run-D.M.C., lançado em 1990. Este álbum apresenta Jam Master Jay cantando. Faixas como "Faces" e "Pause" introduzem um novo estilo musical: New Jack Swing. A faixa  "What's It All About" contém um sample de "Fools Gold" do grupo de Manchester, The Stone Roses.
| Críticas profissionais                                                      | Críticas profissionais |
| Avaliações da crítica                                                       | Avaliações da crítica  |
| Fonte                                                                       | Avaliação              |
| --------------------------------------------------------------------------- | ---------------------- |
| allmusic                                                                    | [ 1 ]                  |
| Robert Christgau                                                            | (sem nota)             |
| Rolling Stone                                                               | [ 3 ]                  |
| The Source                                                                  | [ 4 ]                  |
| Esta tabela precisa de ser acompanhada por texto em prosa. Consulte o guia. |                        |

## Faixas
1. "Sucker D.J.'s"
2. "The Ave."
3. "What's It All About"
4. "Bob Your Head"
5. "Faces"
6. "Kick The Frama Lama Lama"
7. "Pause"
8. "Word Is Born"
9. "Back From Hell"
10. "Don't Stop"
11. "Groove To The Sound"
12. "P Upon A Tree"
13. "Naughty"
14. "Livin' In The City"
15. "Not Just Another Groove"
16. "Party Time"